# Carvalhal (Mêda)
Pour les articles homonymes, voir Carvalhal.
Carvalhal est un village portugais et une ancienne paroisse (en portugais : freguesia) de la ville de Mêda, dans le District de Guarda, avec une superficie de 11,62 km2 et une population de 109 habitants (2011). Sa densité de population s'élevant alors à 9,4 hab/km2.

## Histoire
La paroisse a été éteinte (agrégée) par la réorganisation administrative de 2012/2013, et son territoire est intégré dans l'Union des paroisses de Vale Flor, Carvalhal et Pai Penela (União das Freguesias de Vale Flor, Carvalhal e Pai Penela).	

## Démographie
| Population de la paroisse de Carvalhal . | Population de la paroisse de Carvalhal . | Population de la paroisse de Carvalhal . | Population de la paroisse de Carvalhal . | Population de la paroisse de Carvalhal . | Population de la paroisse de Carvalhal . | Population de la paroisse de Carvalhal . | Population de la paroisse de Carvalhal . | Population de la paroisse de Carvalhal . | Population de la paroisse de Carvalhal . | Population de la paroisse de Carvalhal . | Population de la paroisse de Carvalhal . | Population de la paroisse de Carvalhal . | Population de la paroisse de Carvalhal . | Population de la paroisse de Carvalhal . |
| ---------------------------------------- | ---------------------------------------- | ---------------------------------------- | ---------------------------------------- | ---------------------------------------- | ---------------------------------------- | ---------------------------------------- | ---------------------------------------- | ---------------------------------------- | ---------------------------------------- | ---------------------------------------- | ---------------------------------------- | ---------------------------------------- | ---------------------------------------- | ---------------------------------------- |
| 1864                                     | 1878                                     | 1890                                     | 1900                                     | 1911                                     | 1920                                     | 1930                                     | 1940                                     | 1950                                     | 1960                                     | 1970                                     | 1981                                     | 1991                                     | 2001                                     | 2011                                     |
| 240                                      | 248                                      | 317                                      | 346                                      | 372                                      | 371                                      | 375                                      | 445                                      | 472                                      | 424                                      | 255                                      | 207                                      | 166                                      | 134                                      | 109                                      |